# مهدی شیبانی
مهدی شیبانی معمار و نظریه‌پرداز ایرانی است که از او به عنوان پدر معماری منظر ایران یاد می‌شود. او استاد بازنشسته دانشگاه شهید بهشتی بوده و علاوه بر آن در دانشگاه‌های دیگری چون دانشگاه امام خمینی قزوین نیز سابقه تدریس دارد 